# Ligue régionale Centre-Val de Loire de rugby
La Ligue régionale Centre-Val de Loire de rugby est un organe fédéral dépendant de la Fédération française de rugby créé en 2017 et chargé d'organiser les compétitions de rugby à XV et à sept au niveau de la région Centre-Val de Loire.

## Histoire
Conséquence de la réforme territoriale des régions, le ministère de la Jeunesse et des Sports impose à la FFR de calquer son organisation territoriale sur celle des nouvelles régions. C'est ainsi que naît la Ligue du Centre-Val de Loire issue de l'ancien comité Centre-Val de Loire.
| - Carte des comités territoriaux jusqu'en 2017. - Carte des ligues régionales depuis 2018. |

Les ligues sont créées début octobre et reprennent les missions des comités territoriaux au 1er juillet 2018. Les statuts de la Ligue sont signés le 9 octobre 2017 à Marcoussis par Bernard Laporte et André Casamiquela, désignés membres fondateurs de la ligue par la FFR.

## Structures de la ligue

### Identité visuelle

Premier logo de la ligue (2018)
Logo de la ligue d'octobre 2018 à juin 2019
Logo de la ligue depuis le 28 juin 2019

### Liste des présidents
- 9 décembre 2017 - 7 novembre 2020 : André Prigent
- Depuis le 7 novembre 2020 : Rodolphe Estève

### Élections du comité directeur
Le premier comité directeur de 24 personnes est élu le 9 décembre 2017. André Prigent, président sortant du comité Centre Val de Loire, est le seul candidat à la présidence de la ligue. Après le premier vote électronique décentralisé de l'histoire du rugby français, sa liste obtient 90,73 % des voix et les 24 sièges à pourvoir. André Prigent devient ainsi le premier président de la ligue.
Le comité directeur est renouvelé le 7 novembre 2020, un mois après le renouvellement de celui de la FFR. André Prigent, élu au comité directeur de la FFR, ne sollicite pas un nouveau mandat à la tête de la ligue. René Rabineau, président délégué de la ligue, et Rodolphe Estève, président du comité d'Indre-et-Loire, forment chacun une liste après avoir échoué à se mettre d'accord, bien que tous les deux soutiens de la politique fédérale menée par Bernard Laporte. En octobre 2020, la liste de René Rabineau est invalidée par la commission de surveillance des opérations électorales car la licence d'une des colistières n'est plus à jour. La liste de Rodolphe Estève est alors intégralement élue au comité directeur. Pauline Biscarat, joueuse internationale française de rugby à sept, est également élue au comité directeur mais elle démissionne en octobre 2022 (elle quitte la région pour la Guadeloupe).
En 2024, Rodolphe Estève est candidat pour sa réélection à la tête de la ligue. René Rabineau, président du comité du Loir-et-Cher, mène une liste Ovale Ensemble (mouvement mené au niveau national par Florian Grill, réélu président de la FFR) face à lui. La liste du président sortant l'emporte avec 53,59 % des suffrages exprimés bien que la majorité des clubs (31 sur 60) ait préféré celle de René Rabineau. Rodolphe Estève et son équipe sont alors réélus pour les quatre années à venir.

### Dirigeants
Directeur général
- Depuis 2024 : Mathieu Hilbey[8]

Directeur technique
- 2020-2022 : Francis Costa
- Depuis 2022 : Guillaume Commeat

Directeur de l'arbitrage
- 2019-2022 : Gilles Piallat[10]
- Depuis 2022 : Fabrice Belghoul[11]

## Les clubs de la ligue au niveau national

### Meilleurs clubs de la Ligue par saison
Le meilleur club de la ligue est le club qui arrive le plus loin en phases finales dans la compétition nationale de plus haut échelon. En cas d'égalité (même compétition et même résultat en phases finales), le meilleur club est celui qui a marqué le plus de points au cours de la saison régulière.
Clubs masculins
Clubs féminins
La couleur de l'axe indique la division dans laquelle évolue le club :
- 1re division.
- 2e division.
- 3e division.
- 4e division.
- Divisions inférieures.

### Clubs masculins évoluant dans les divisions nationales
| \| Légende · Top 14 · Pro D2 · Nationale · Nationale 2 · Fédérale 1 · Fédérale 2 Rugby club Orléans C' Chartres Rugby Bourges XV US Tours \| Clubs évoluant dans des divisions nationales en 2024-2025. |
| Légende · Top 14 · Pro D2 · Nationale · Nationale 2 · Fédérale 1 · Fédérale 2 Rugby club Orléans C' Chartres Rugby Bourges XV US Tours                                                                  |

### Clubs féminins évoluant dans les divisions nationales
| \| Légende · Elite 1 · Elite 2 · Fédérale 1 · Fédérale 2 US Joué Bourges XV Ovalie Déoloise Orléans rugby féminin Rugby Touraine féminin \| Clubs féminins évoluant dans des divisions nationales en 2024-2025. |
| Légende · Elite 1 · Elite 2 · Fédérale 1 · Fédérale 2 US Joué Bourges XV Ovalie Déoloise Orléans rugby féminin Rugby Touraine féminin                                                                           |

## Palmarès national des clubs régionaux

### Compétitions féminines
- US Joué
  - Champion de France de Fédérale 1 (1) : 2022

## Palmarès des compétitions régionales
| Saison    | Niveau      | Champion                | Comité départemental | Score | Finaliste                | Comité départemental |
| --------- | ----------- | ----------------------- | -------------------- | ----- | ------------------------ | -------------------- |
| 2022-2023 | Régionale 1 | RAS Perche Val d'Huisne | Eure-et-Loir         | 30-24 | SA Vierzon               | Cher                 |
| 2022-2023 | Régionale 2 | US Argenton             | Indre                | 27-20 | Loches ROC               | Indre-et-Loire       |
| 2022-2023 | Régionale 3 | AC Aubigny              | Cher                 | 46-29 | XV Gaulois Charentillais | Indre-et-Loire       |

| Club                    | Titres régionaux |
| ----------------------- | ---------------- |
| RAS Perche Val d'Huisne | 1                |
| US Argenton             | 1                |
| AC Aubigny              | 1                |

| Comité départemental | Titres régionaux |
| -------------------- | ---------------- |
| Eure-et-Loir         | 1                |
| Indre                | 1                |
| Cher                 | 1                |